# Dusza István
Dusza István (Gömörhorka, 1951. április 12. – Pozsony, 2002. január 9.)  szlovákiai magyar író, irodalom- és színikritikus, publicista.

## Élete
Gömörhorkán született 1951. április 12-én. A gömörhorkai és pelsőci általános iskola elvégzése után, 1966–1970 között a kassai Középfokú Gépészeti Ipariskola diákja volt. Egyetemi tanulmányait  1974–1980 között végezte el a budapesti Eötvös Loránd Tudományegyetem ELTE Könyvtártudományi Tanszékének levelező hallgatójaként. Közben, 1970–1976 között, mint technikus dolgozott a gömörhorkai Gömöri Cellulóz- és Papírgyárban (GCP).
1976–1981 között a Nő, 1981–2001 között az Új Szó szerkesztője, illetve főmunkatársa; 2001 után, korai haláláig szabad foglalkozású újságíró.
A második világháború utáni (cseh)szlovákiai magyar szellemi és irodalmi élet jellegzetes és figyelemreméltó alakja. Publicisztikai írásai, riportjai, híradásai, beszámolói főleg a Nő és az Új Szó hasábjain jelentek meg; színikritikai, illetve irodalomkritikai írásait, tanulmányait külön kötetben gyűjtötte össze (Nézőtéri napló 1981-1990, 1992); írt egy tárcaregényt (Fapihék, 1999), s egy irodalmi monográfiát is (Zs. Nagy Lajos, 2000). Válogatott irodalmi tanulmányai és kritikái posztumusz kiadásban jelentek meg, Csanda Gábor gondozásában (A papír partján, 2003).
Publicisztikai munkásságának elismeréseként a Márai Sándor Alapítvány 2001-ben neki adományozta a Nyitott Európáért díjat.
Aktív szerepet vállalt a szlovákiai magyar amatőrszínjátszó-mozgalomban. Emlékére a szlovákiai magyar iskolai báb- és színjátszók országos versenyének, a dunaszerdahelyi Duna Menti Tavasz rendezvény legtehetségesebb csoportjait évről évre Dusza István-díjjal jutalmazzák.
Pozsonyban hunyt el 2002. január 9-én.

## Művei
- A mese és színpadi formái. Bratislava, Osvetový ústav 1987. 103 o.
- A diákszínjátszás dramaturgiája. Bratislava, Osvetový ústav 1990. 87 o.
- Nézőtéri napló 1981–1990. Színházi írások. Pozsony, Kalligram 1992. 240 o. ISBN 80-7149-004-0
- Fapihék. Tárcák regénye. Bratislava, AB-Art 1999. 160 o. ISBN 80-88763-73-8
- Zs. Nagy Lajos (monográfia). Dunaszerdahely, Nap Kiadó 2000. 120 o. ISBN 8085509946
- A mi 20. századunk; többekkel; Lilium Aurum, Dunaszerdahely, 2002
- A papír partján. Válogatott irodalmi tanulmányok és kritikák; vál., utószó Csanda Gábor; Nap, Dunaszerdahely, 2003. 176 o. ISBN 80-89032-31-1

## Díjai
- Márai Sándor Alapítvány Nyitott Európáért díj (2001)

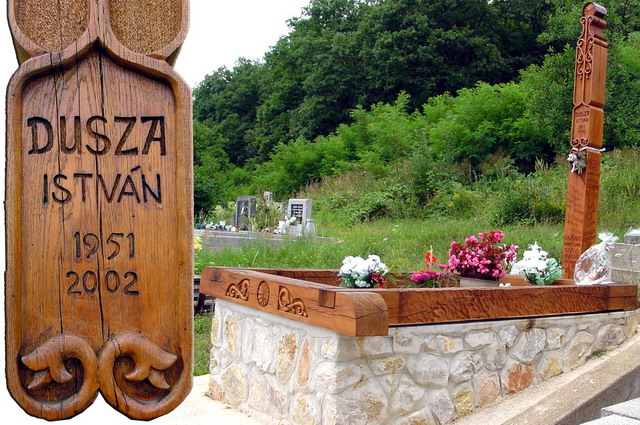
Dusza István sírja a gömörhorkai temetőben.